# Piz Palü
El Piz Palü (3.901 m) es una montaña en los Alpes Réticos occidentales en Suiza e Italia. La cima se encuentra a 13 km al sudeste de Pontresina. El límite estatal discurre entre el Pizzo Bellavista, que viene del oeste, al Piz Spinas hasta la cima central. Desde aquí el límite va por el sur, hacia el Altipiano di Fellaria. Hay tres cumbres en su arista principal, que va desde el este hasta el oeste:
- La cima principal o central (Muot dal Palü) que en la cartografía suiza del año 2001 está indicado con una altura de 3901 m s. n. m., mientras que antes era de 3.905 m.
- La cima oriental (Piz Palü Orientale), 3.882 m.
- La cima occidental, (Piz Spinas), 3.823 m.

El nombre Palü deriva del latín palus, que significa "pantano", y se dice que la montaña se llama así por el Alpe Palü, un gran pasto alpino alrededor de 4 km al este.
No es seguro cuando la montaña fue ascendida por vez primera, pero la primera ascensión del pico central y más alto, fue, según Collomb, probablemente por K. E. Digby con el guía Peter Jenny y un porteador en 1866. Fue ascendido con seguridad el 28 de junio de 1868 por A. W. Moore, Horace Walker y Jakob Anderegg.
La cima este (3.882 m) fue ascendida por Oswald Heer, y P. y M. Flury, con los guías Johann Madutz y Gian Marchet Colani (el "Rey de la Bernina") el 12 de agosto de 1835. Los tres picos fueron atravesados por vez primera por Wachler, Wallner, George, Hans Gross y Christian Gross el 22 de julio de 1868.
La montaña ganó cierta fama con la película El infierno blanco de Pitz Palu (1929), codirigida por los pioneros en películas de montaña Arnold Fanck y Georg Wilhelm Pabst, con una joven Leni Riefenstahl de protagonista.
El Piz Palü da su nombre a un subgrupo según la SOIUSA, con el código II/A-15.III-A.1.e, "Grupo del Piz Palü". Pertenece a la gran parte Alpes orientales, gran sector Alpes centrales del este, sección Alpes Réticos occidentales, subsección Alpes del Bernina, supergrupo Cadena Bernina-Scalino y grupo Macizo de la Bernina.